# Västlig medelhavsstenskvätta
Västlig medelhavsstenskvätta (Oenanthe hispanica) är en tätting i familjen flugsnappare som förekommer i sydöstra Europa och sydvästra Asien. Den och östlig medelhavsstenskvätta (O. melanoleuca) behandlas vanligen som en och samma art, medelhavsstenskvättan (O. hispanica), men östlig medelhavsstenskvätta urskiljs sedan 2019 av BirdLife Sverige som egen art, varvid hispanica tilldelats det nya trivialnamet västlig medelhavsstenskvätta.

## Kännetecken

### Utseende
Västlig medelhavsstenskvätta är liksom östlig medelhavsstenskvätta (Oenanthe melanoleuca) en relativt liten och slank stenskvätta med lång stjärt, och den mäter 13,5-15.5 cm. Karakteristiskt för medelhavsstenskvättorna är att det svarta ändbandet på stjärten inte är jämnbrett utan bredare i stjärthörnen, en egenskap de endast delar med den närbesläktade nunnestenskvättan.
Västlig medelhavsstenskvätta uppvisar precis som melanoleuca två morfer hos båda könen: en ljusstrupig där hanen enbart har svart ögonmask, och en mörkstrupig där hela ansiktet är svart. Den mörkstrupiga morfen är vanligare hos den östliga medelhavsstenskvättan, medan den ljusstrupiga är vanligare hos den västra. Likt den östra har hanen vit rygg, som i fräsch dräkt är ockragul och det är ett mellanrum mellan det svarta på huvudet och det svarta på vingen, till skillnad från hos vitryggig stenskvätta.

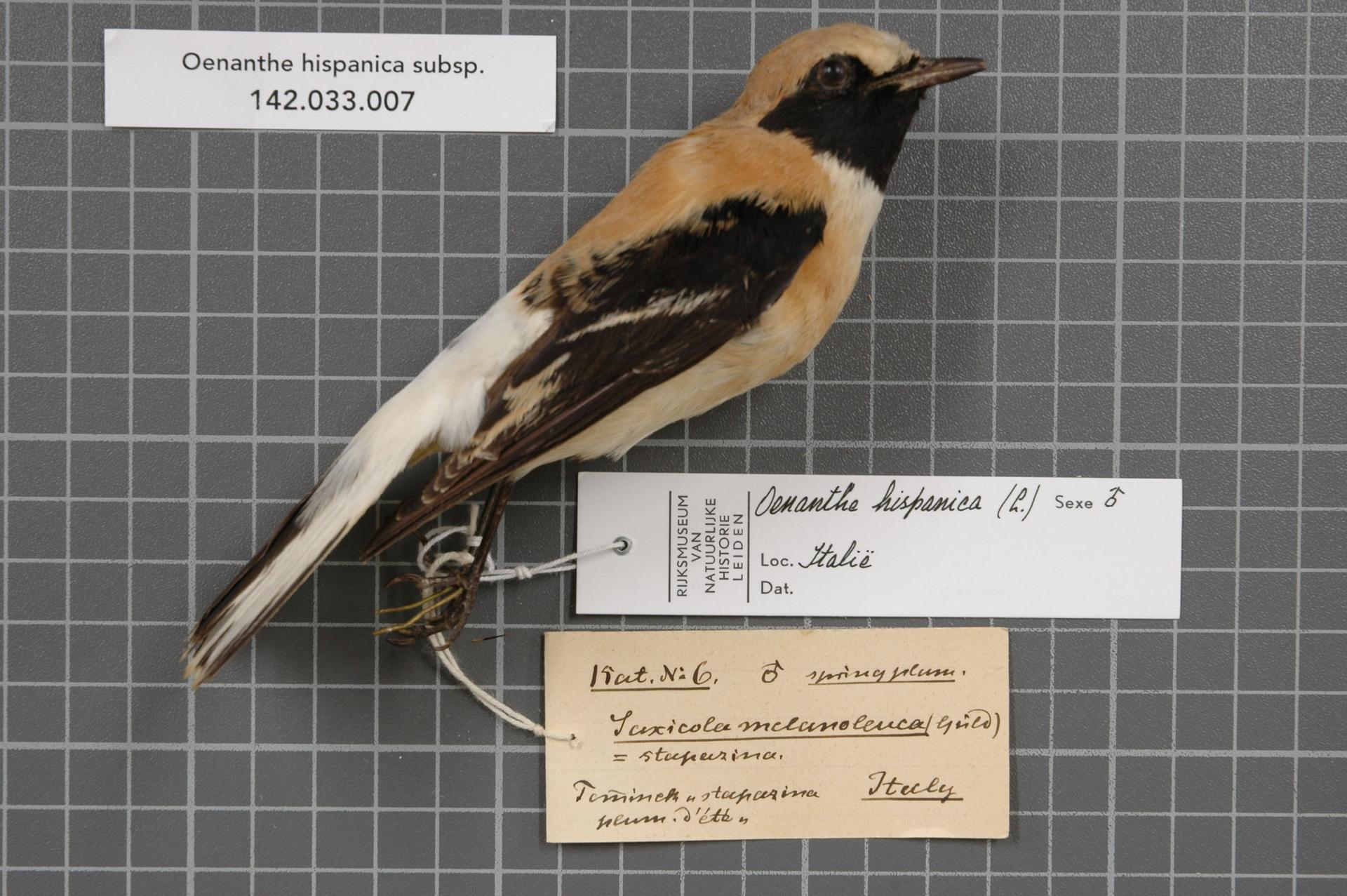
Skinnlagt specimen av adult hane mörkstrupig västlig medelhavsstenskvätta.
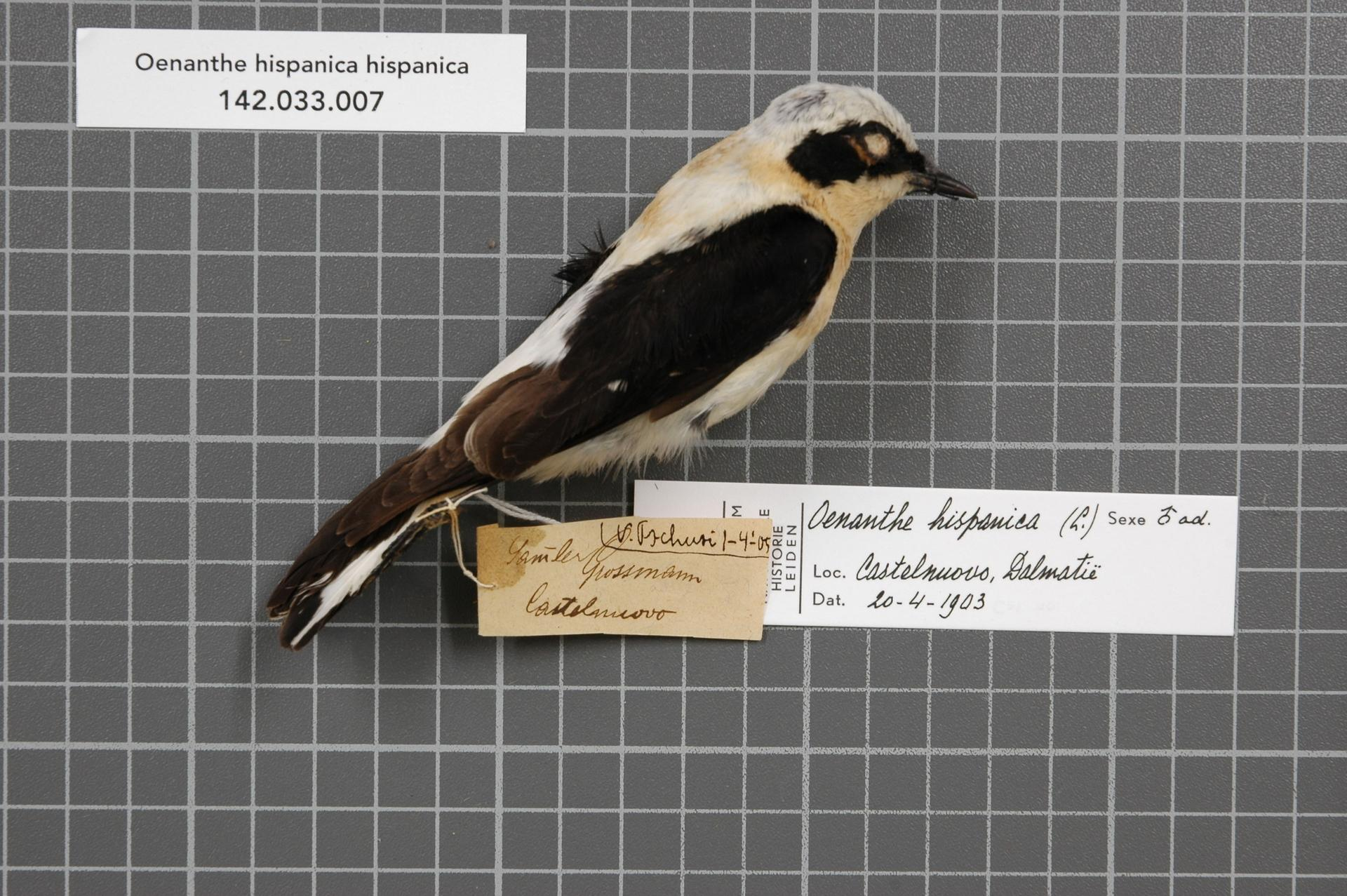
Skinnlagt specimen av adult hane ljusstrupig östlig medelhavsstenskvätta.

Honorna av de båda arterna är också mycket lika, och dessutom lika hona nunnestenskvätta men är varmare brunaktig ovan och mer jämnt gulorange på bröstet. Jämfört med östliga melanoleuca har dock västlig medelhavsstenskvättans hane mindre ögonmask respektive haklapp  och båda könen är gulockrafärgade på bröst och rygg samt har kortare handpenneprojektion.

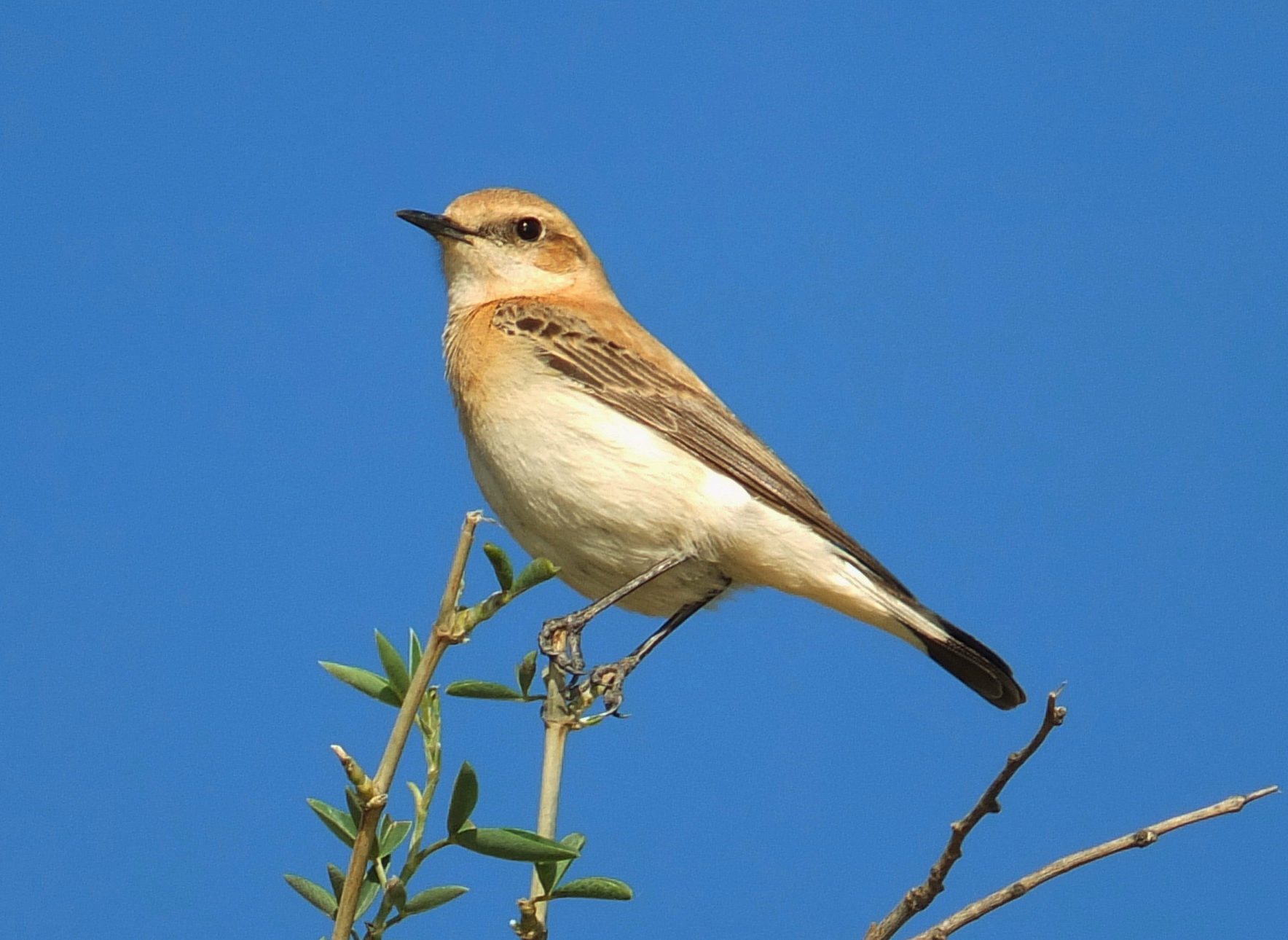
Hona.

### Läten
Sången hos medelhavsstenskvättorna, det vill säga hos både hispanica och melanoleuca, beskrivs som en torr, kort och explosiv strof, påminnande om korttålärka eller en uppvarvad törnsångare, ibland med härmningar av exempelvis ladusvala eller steglits. Den är mycket lik nunnestenskvättans, möjligen med något längre strofer men kortare pauser dem emellan. Även locklätena är mycket lika: spruckna "brsche" och smackande "tschack". Varningslätet är ett fallande, visslande "viy".

## Utbredning och systematik
Västlig medelhavsstenskvätta häckar i sydvästra och sydcentrala Europa samt i nordvästra Afrika. Den är en flyttfågel som övervintrar i Västafrika. Fågeln förekommer i nordvästra Europa. I Sverige har den observerats vid tre tillfällen och vid ytterligare fem har det inte gått att avgöra om fynden utgör östlig eller västlig medelhavsstenskvätta.

### Artstatus
Västlig och östlig medelhavsstenskvätta behandlades fram tills nyligen som en och samma art, medelhavsstenskvätta. 2019 urskiljde dock BirdLife Sverige melanoleuca som egen art och tilldelade samtidigt taxonet hispanica det svenska trivialnamnet västlig medelhavsstenskvätta. Nyligen utförda genetiska studier visar nämligen att hispanica är systerart till ett komplex bestående av melanoleuca, nunnestenskvätta och cypernstenskvätta. I januari 2020 följde tongivande IOC efter och erkänner även de melanoleuca som egen art, liksom eBird/Clements.

### Familjetillhörighet
Tidigare fördes stenskvättorna liksom flera andra små trastlika fåglar som näktergalar, rödstjärtar och buskskvättor till familjen trastar, men dessa har efter DNA-studier visat sig vara närmare släkt med flugsnappare.

## Levnadssätt
Båda medelhavsstenskvättor förekommer i stenig terräng, gärna i sluttningar och oftast åtminstone delvis täckt av buskar. Den ses även i jordbruksmark, framför allt vid stenmurar. Boet placeras i ett hål i marken, en klippskreva eller mur eller under en sten. Fågeln häckar från slutet av april i Spanien och mars–juni i nordvästra Afrika. Boet, en rätt grund skål bestående av växtfibrer och mossa och fodrad med hår eller dun, placeras under en sten, en tuva eller i ett hålutrymme i marken eller i en gammal byggnad. Den lägger vanligen mellan fyra och fem ägg.

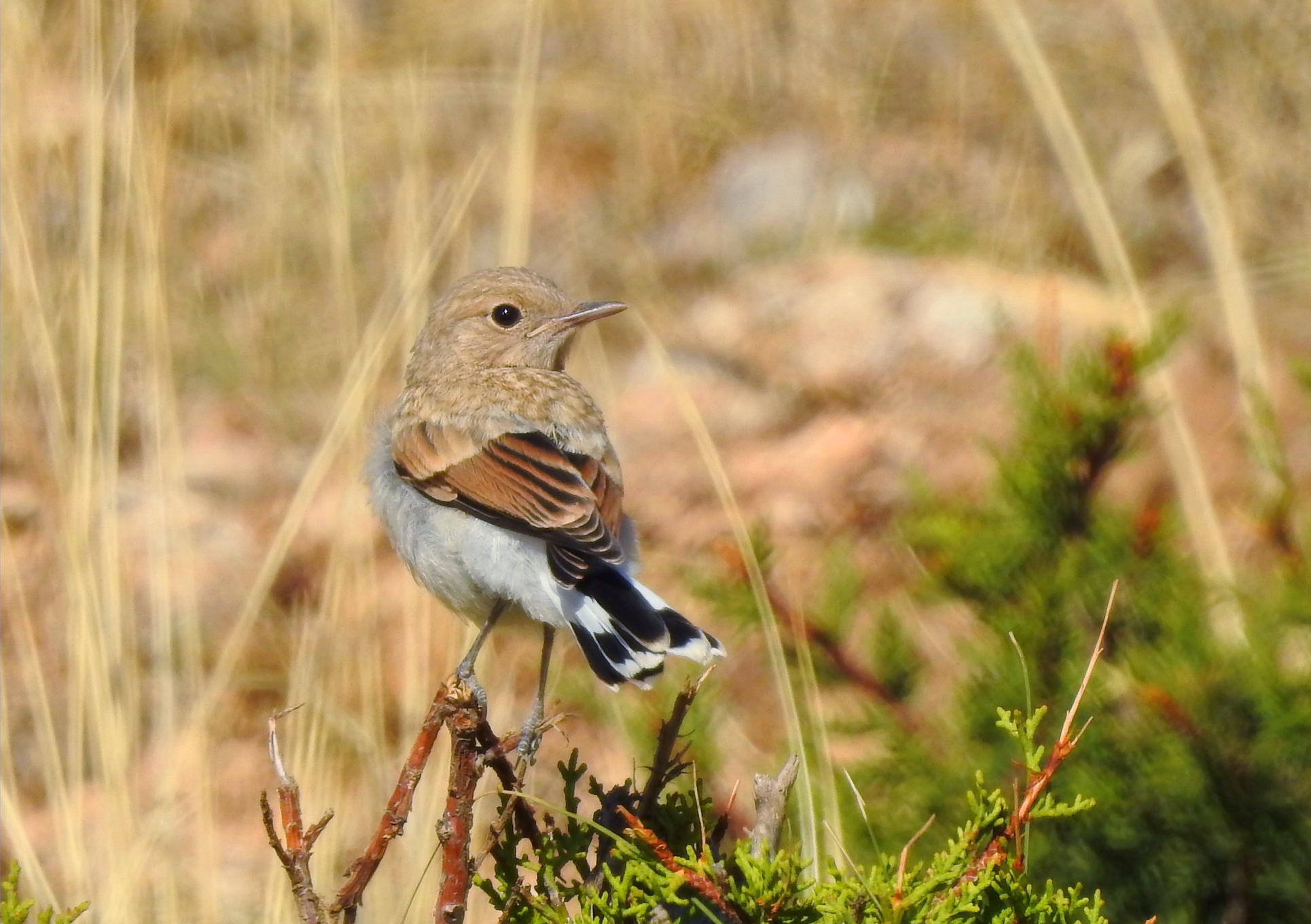
Ungfågel.

## Status och hot
Internationella naturvårdsunionen IUCN erkänner inte melanoleuca som egen art, varför hotstatus bedöms för medelhavsstenskvättan som helhet. Den har i stort har ett stort utbredningsområde och en stor population med oklar utveckling. Internationella naturvårdsunionen IUCN kategoriserar den som livskraftig (LC). Den sammanslagna världspopulationen för de båda arterna uppskattas till mellan 4,6 och 13,2 miljoner vuxna individer.